# Māra Zālīte
Māra Zālīte (n. 18 februarie 1952, Krasnoiarsk, RSFS Rusă, URSS) este o scriitoare letonă și lucrător cultural.
Scrierile lui Zālīte cuprind poezii, eseuri, teatru, proză și librete. De multe ori au o problematică istorică și simboluri cu înțelesuri ce corespund mitologiei și culturii letone. Lucrările autoarei au fost traduse în mai multe limbi printre care și rusa, engleza, germana, suedeza, estona și franceza.
Primele opere ale lui Zālīte au fost publicate la începutul anilor 1970. În timpul anilor 1980, Zālīte a început să scrie piese de teatru, să compună librete pentru musicaluri și să scrie opere rock. Lucrările ei au utilizat muzica a mulți artiști letoni eminenți precum Raimonds Pauls și Jānis Lūsēns.
Scriitoarea a primit numeroase distincții literare și naționale, inclusiv Ordinul Celor Trei Stele (letonă: Triju Zvaigžņu ordenis), cea mai mare distincție civilă pentru servirea țării în Letonia. Ea este considerată de asemenea una dintre cele mai mari personalități sociale din Letonia.
Prima ei lucrare în proză, nuvela autobiografică „Cinci degete” (2013), a primit o aprecierea atât din partea cititorilor cât și din partea comunității de scriitori.

## Biografie
Māra Zālīte s-a născut în Krasnoiarsk, Siberia, Rusia, unde familia ei a fost deportată în 1941.
Și-a petrecut 4 ani și jumătate din copilărie în Krasnoiarsk până în toamna anului 1956 când părinții ei au primit permisiunea să se întoarcă în țara natală, Letonia. Și-a petrecut restul copilăriei în Slampes Kalna Ķivuļi. Zālīte a studiat școala primară și gimnaziul la școala din Slampes.

## Familie
Māra Zālīte este căsătorită cu Jānis Ķuzulis (din 1979) și au doi copii Jānis Ķuzulis și Ilze Ķuzule-Skrastiņa, precum și trei nepoți Krišjānis, Emīlija și Marats. În prezent locuiește în Riga și de multe ori stă la casa ei de la țară în Tukums.